# Ministerium für Bezirksgeleitete Industrie und Lebensmittelindustrie
Das Ministerium für Bezirksgeleitete Industrie und Lebensmittelindustrie war von 1965 bis 1989 als Organ des Ministerrates der DDR verantwortlich für die bedarfsgerechte Be- und Verarbeitung von Agrarprodukten zu Nahrungs-, Genuss- und Futtermitteln sowie für die den Bezirkswirtschaftsräten unterstehenden Betriebe der Konsumgüterproduktion.

## Geschichte
Der Vorgänger des 1965 gebildeten Ministeriums für Bezirksgeleitete Industrie und Lebensmittelindustrie war das Staatssekretariat für Nahrungs- und Genußmittelindustrie, das 1953 zu einem Ministerium für Lebensmittelindustrie erhoben wurde. Dieses Ministerium wurde wiederum – wie alle Industrieministerien der DDR – 1958 aufgelöst. Seine Aufgaben wurden bis 1965 dem Volkswirtschaftsrat übertragen. 1989 wurde das Ministerium für Bezirksgeleitete Industrie und Lebensmittelindustrie aufgelöst und sein Geschäftsbereich dem Ministerium für Leichtindustrie übertragen.

## Industriezweige

### Lebensmittelindustrie
Die Lebensmittelindustrie umfasste die Industriezweige:
- Fischindustrie,
- Fleischindustrie,
- Milch und Ei verarbeitende Industrie,
- Mühlen-, Nährmittel- und Backwarenindustrie,
- Pflanzenöl- und Fettindustrie,
- Zucker- und Stärkeindustrie,
- Süßwaren-, Kaffee-, Tee- und Kakaowarenindustrie,
- Obst und Gemüse verarbeitende Industrie,
- Gärungs- und Getränkeindustrie,
- Tabakwarenindustrie,
- Gewürz- und übrige Lebensmittelindustrie sowie
- Futtermittelindustrie.

Die Hauptaufgabe des Ministeriums war es, die Versorgung der Bevölkerung mit Nahrungsmitteln sowie die Versorgung der Landwirtschaft mit Futtermitteln zu sichern. Dadurch ergaben sich enge Verbindungen zwischen der Lebensmittelindustrie und der Landwirtschaft.

### Bezirksgeleitete Industrie
Zur Bezirksgeleiteten Industrie gehörten die Betriebe der Konsumgüterproduktion außerhalb der Nahrungs- und Genussmittelerzeugung.

### Unterstellte Kombinate
Dem Ministerium für Bezirksgeleitete Industrie und Lebensmittelindustrie unterstanden die folgenden Kombinate:
- VEB Fischkombinat Rostock
- VEB Kombinat Holzhandel Berlin
- VEB Kombinat Holzwerkstoffe, Beschläge und Maschinen Leipzig
- VEB Kombinat Musikinstrumente Markneukirchen/Klingenthal
- VEB Kombinat Nahrungsmittel und Kaffee Halle
- VEB Kombinat Öl und Margarine Magdeburg
- VEB Kombinat Spielwaren Sonneberg
- VEB Kombinat Spirituosen, Wein und Sekt Berlin
- VEB Kombinat Sportgeräte Schmalkalden
- VEB Kombinat Süßwaren Halle
- VEB Kombinat Tabak Dresden
- VEB Möbelkombinat Berlin
- VEB Möbelkombinat Dessau (ab 1986 aufgelöst)[1]
- VEB Möbelkombinat Dresden-Hellerau
- VEB Möbelkombinat Ribnitz-Damgarten
- VEB Möbelkombinat Zeulenroda
- VEB Polstermöbelkombinat Oelsa (Rabenau) (ab 1986 aufgelöst)[2]
- VEB Thüringer Möbelkombinat Suhl

Mit anderer Datenbasis (meist Stichtag 30. Juni 1990) sind die Betriebe dieser Aufzählung auch in der Liste von Kombinaten der DDR enthalten.

## Minister
- Kurt Westphal (SED, 1953–1958)
- Erhard Krack (SED, 1965–1974)
- Udo-Dieter Wange (SED, 1974–1989)

## Staatssekretäre
Staatssekretäre (unvollständig):
| Zeitraum  | Name             | Partei |
| --------- | ---------------- | ------ |
| 1954–1956 | Ruth Fabisch     | LDPD   |
| 1956–1958 | Fritz Wolff      | LDPD   |
| 1967–1971 | Udo-Dieter Wange | SED    |
| 1972–1976 | Heinz Block      | SED    |
| 1973–1974 | Herbert Bomski   | SED    |
| 1976–1978 | Werner Buschmann | SED    |
| 1979–1987 | Joachim Niemann  | SED    |
| 1980–1986 | Rolf Napel       | SED    |
| 1986–1989 | Dieter Koschella | SED    |
| 1988–1989 | Bodo Neumetzler  | SED    |